# Indiana Motor & Manufacturing Company
Indiana Motor & Manufacturing Company war ein US-amerikanischer Hersteller von Automobilen.

## Unternehmensgeschichte
Das Unternehmen wurde 1909 in Franklin in Indiana gegründet. John C. Billheimer war der Präsident. Im Dezember 1909 begann die Produktion von Automobilen. Der Markenname lautete zunächst Continental. Im Frühjahr 1912 folgte die Insolvenz. Im Juni verkaufte die Security Trust Company das Unternehmen an Frank M. Millikan. Frank N. Martindale wurde sein Partner. Sie setzten die Produktion fort. Gegen Ende 1913 änderten sie den Markennamen für das Modelljahr 1914 auf Martindale & Millikan. 1914 endete die Produktion.
Die Continental Auto Parts Company übernahm die Reste des Unternehmens, stellte Ersatzteile her und zog im Januar 1916 nach Knightstown in Indiana.

## Fahrzeuge
Im Angebot standen ausschließlich Fahrzeuge mit Vierzylindermotoren und offenen Karosserien.
Der Thirty-Five (englisch für 35) hatte einen Motor mit 35 PS Leistung. Der Radstand betrug 295 cm. Im ersten Modelljahr gab es nur einen fünfsitzigen Tourenwagen. Im Folgejahr ergänzten ein viersitziger Torpedo und ein zweisitziger Runabout die Auswahl an Karosserien. Im Modelljahr 1912 entfiel der Torpedo. Zur Wahl standen Fore-Door-Tourenwagen mit fünf Sitzen und Fore-Door-Roadster mit zwei Sitzen.
Den Thirty (englisch für 30) gab es nur im Modelljahr 1913. Sein Motor leistete 30 PS. Der Radstand blieb unverändert. Einziger Aufbau war ein fünfsitziger Tourenwagen.
Gleichzeitig gab es den Forty (englisch für 40). Er hatte einen 40-PS-Motor. Sein Fahrgestell war mit 297 cm Radstand geringfügig länger. Ihn gab es als Fore-Door-Tourenwagen mit fünf Sitzen und Fore-Door-Roadster mit zwei Sitzen.
Für das Modelljahr 1914 änderte sich nicht nur der Markenname, sondern auch das System der Modellbezeichnung. Das Model XXX (Römische Zahlschrift für 30) hatte einen Motor mit 30 PS Leistung. Der Radstand war auf 279 cm gekürzt worden. Die Fahrzeuge waren als Tourenwagen karosseriert.
Auch beim Model XXXII (römisch für 32) war die Zahl ein Hinweis auf die Motorleistung von 32 PS. Der Radstand betrug 300 cm. Es waren ebenfalls Tourenwagen.

## Modellübersicht
| Jahr | Marke                 | Modell      | Zylinder | Leistung (PS) | Radstand (cm) | Aufbau                                                      |
| ---- | --------------------- | ----------- | -------- | ------------- | ------------- | ----------------------------------------------------------- |
| 1910 | Continental           | Thirty-Five | 4        | 35            | 295           | Tourenwagen 5-sitzig                                        |
| 1911 | Continental           | Thirty-Five | 4        | 35            | 295           | Tourenwagen 5-sitzig, Torpedo 4-sitzig, Runabout 2-sitzig   |
| 1912 | Continental           | Thirty-Five | 4        | 35            | 295           | Fore-Door-Tourenwagen 5-sitzig, Fore-Door-Roadster 2-sitzig |
| 1913 | Continental           | Thirty      | 4        | 30            | 295           | Tourenwagen 5-sitzig                                        |
| 1913 | Continental           | Forty       | 4        | 40            | 297           | Fore-Door-Tourenwagen 5-sitzig, Fore-Door-Roadster 2-sitzig |
| 1914 | Martindale & Millikan | Model XXX   | 4        | 30            | 279           | Tourenwagen                                                 |
| 1914 | Martindale & Millikan | Model XXXII | 4        | 32            | 300           | Tourenwagen                                                 |